# Puerto de La Plata
El Puerto de La Plata es el primer puerto argentino en el estuario del Río de la Plata. Ubicado entre los municipios de Berisso y Ensenada, provincia de Buenos Aires; a aproximadamente 15 km del centro de la ciudad de La Plata. Tiene un calado de 28 pies.

## Ubicación
El Puerto La Plata se encuentra emplazado sobre la margen sud del estuario del Río de la Plata a 10 km de la Ciudad de La Plata y a 60 km vía terrestre y 37 km vía marítima de la Ciudad de Buenos Aires. 
Está ubicado en la calle Gilberto Gaggino esquina Italia y Ortiz de Rosas, Ensenada. Las coordenadas de ubicación geográfica de este puerto, conforme al sistema de coordenadas WGS 84, son: 34º 52,00210’ de Latitud Sud y 57° 53,99408’ de Longitud Oeste; transformada en coordenadas Gauss Kruger (Faja 6) es: 6.141.791,43440 m Norte y 6.417.715,47260 m Este.

## Historia
En enero de 1884 empezó la construcción del primer puerto argentino del río de La Plata. La empresa encargada de la obra fue Lavalle, Médici y Cía. Su construcción finalizó el 30 de marzo de 1890. Se habilitó también la dársena sur y el dique número 1.En 1999, por decreto del Gobernador de la Provincia de Buenos Aires Nº 1596 se crea el Consorcio de Gestión del Puerto La Plata. En 2014 el puerto fue ampliado y modernizado, con una inversión privada de 420 millones de dólares, lo que permitió incrementar su capacidad operativa en 400 mil contenedores por año. Esta obra es considerada la obra portuaria más destacada de la Argentina y una de las más importantes de América Latina.Los trabajos contemplaron además el dragado del canal de ingreso al Puerto, que pasó de 28 a 34 pies. Posteriormente se sumó la Terminal de Contenedores para operar simultáneamente con dos buques Super Post Panamax, 15 hectáreas de playa para estiba, con la mayor capacidad disponibles en el país para contenedores refrigerados y cuatro grúas pórtico tipo Super Post Panamax.

### Condiciones naturales
- Tormentas severas, poco periódicas, con Alerta Meteorológico
- Baja sismicidad, con silencio sísmico de 136 años. La región responde a las subfallas «del río Paraná», y «del río de la Plata», y a la falla de «Punta del Este», con sismicidad baja; y su última expresión se produjo el 5 de junio de 1888 (136 años), a las 3.20 UTC-3, con una magnitud aproximadamente de 5,0 en la escala de Richter (terremoto del Río de la Plata de 1888).[7]